# John Hewer
John Hewer (Leyton, 13 gennaio 1922 – Twickenham, 16 marzo 2008) è stato un attore inglese.

## Biografia
Nato a Londra, Hewer debuttò nel 1951 in L'uomo in nero, e nei successivi ventisette anni recitò in circa venti film, perlopiù drammatici e d'avventura. Fu anche attore teatrale e presentatore televisivo. Recitò in numerosi musical, tra i quali The Boy Friend, dove ad affiancarlo c'era una giovanissima Julie Andrews. Come presentatore televisivo, Hewer condusse il varietà canadese The Pig and Whistle, il cui nome è preso da un celebre pub di Londra. Si trattava di una gara tra concorrenti che presentavano ogni genere di esibizione. Costoro venivano soprattutto da Regno Unito, Irlanda e Canada.
Il volto di Hewer, tuttavia, fu noto al grande pubblico per l'interpretazione di Capitan Findus prestata dal 1967 al 1998. Rappresentato con lo stereotipo del marinaio bonaccione e di lunga esperienza, Capitan Findus appariva con barba e capelli bianchi e un'uniforme blu simile a quella di un ufficiale della marina. Nel 1971 Hewer annunciò che avrebbe smesso di interpretare il personaggio che l'aveva reso famoso, ma questo provvisorio ritiro durò solo tre anni. Infatti, nel 1983 (anno in cui il personaggio debuttò in Italia), il personaggio di Capitan Findus ricevette il titolo di marinaio più famoso del mondo dopo James Cook. Hewer cessò definitivamente di interpretare Capitan Findus solo nel 1998 e, dieci anni dopo, morì in un ospizio per attori nel Sud dell'Inghilterra all'età di 86 anni.

## Filmografia

### Televisione
- Colonnello March (Colonel March of Scotland Yard) – serie TV, episodio 1x19 (1956)